# Apliet

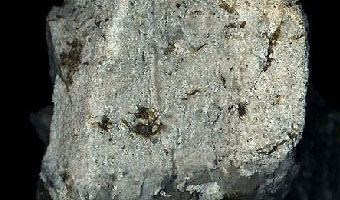
Apliet

Een apliet is een stollingsgesteente dat vrijwel geheel bestaat uit de mineralen kwarts en kaliveldspaat. Aplieten zijn doorgaans zeer fijnkristallijn, wit, grijs of vleeskleurig en de gesteentevormende mineralen zijn slechts zichtbaar met behulp van een loep.

## Eigenschappen
Aplieten komen vooral voor in de buurt van granitische massieven, waar ze als dikes doorheensnijden. Ook in syenieten, diorieten en gabbro's worden aplieten gevonden.
De mineralogie van de apliet wordt direct beïnvloed door de mineraalinhoud van het omringende gesteente. In granieten vormen aplieten de laatst uitkristalliserende delen van de magma en zijn daardoor sterk aangereikt in kwarts en veldspaat. De dikes blijven lang vloeibaar en kristalliseren ineens uit, waardoor de kristalgrootte klein blijft hoewel aplieten diepte- en ganggesteenten doorsnijden.
Door de methode van kristallisatie, ontstaat er een fijn mozaïek van kristallen van ruwweg gelijke grootte. Ook porfirische veldspaten kunnen voorkomen in een fijnere grondmassa van kwarts en veldspaat.
De aplieten die geassocieerd worden met diorieten en diabazen bevatten naast  kwarts en veldspaat voornamelijk oligoklaas, muscoviet, apatiet en zirkoon. Biotiet komt zelden voor in aplieten, toermalijn kan ook voorkomen.

## Naamgeving
De naam apliet is afgeleid van het Oudgriekse ἁπλόος (haploos), dat "eenvoudig" betekent. Dit vanwege de eenvoudige mineraalsamenstelling en textuur van het gesteente.